# Dildar

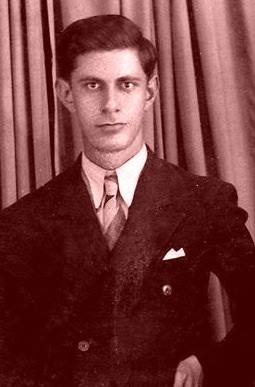
Dildar år 1944.

Yûnis Reuf (kurdiska یونس رەئووف) känd som Dildar var en kurdisk poet född 20 februari 1918 i Koy Sanjaq i provinsen Arbil, död 12 oktober 1948 i Arbil. Dildar skrev 1938 Kurdistans nationalsång Ey Reqîb.